# Dominic Salvatore Gentile
Pour les articles homonymes, voir Gentile.
Dominic Salvatore Gentile dit Don Gentile, (6 décembre 1920 - 28 janvier 1951), est un pilote de l'USAAF, pendant la Seconde Guerre mondiale.

## Biographie
Gentile est né à Piqua, Ohio, fils d'immigrants italiens Patsy et Josephina Gentile, qui ont immigré en 1907.
Il commence sa carrière, comme volontaire au sein de l'escadre Eagle de la RAF, pendant la bataille d'Angleterre, sur un Supermarine Spitfire. Après l'entrée en guerre des É.-U., il rejoint, le 336th Fighter Squadron du 4th Fighter Group, au sein de la Eighth Air Force. La transition du Spitfire sur le lourd Republic P-47 Thunderbolt est une déception pour tous les anciens pilotes qui ont servi dans la RAF. Cependant, le chef de groupe, le colonel Don Blakesly, réclame bientôt la transition de son unité sur le P-51B, ou Mustang, beaucoup plus manœuvrable, les résultats de Don Gentile s'accroissent alors, faisant de lui et de son ailier, le capitaine John T. Godfrey, l'équipe de pilotes américains la plus destructive du conflit.
Le major Gentile finit la guerre avec un palmarès de plus de vingt et une victoires dont quinze sur Mustang. Il est couvert d'honneur, obtenant à la fois les plus hautes distinctions américaines comme la Distinguished Service Cross, la Silver Star, mais aussi britanniques, comme la Distinguished Flying Cross. Son P-51B, surnommé "Shangri La", survit à toutes ses missions de combat et ne s'écrase qu'au cours d'une démonstration devant les caméras de la presse.
Après la guerre, Gentile reste au sein de l'USAF, comme pilote d'essais, puis comme instructeur au tir et étudiant à l'Air Tactical School (en). Mais le 28 janvier 1951, il s'écrase aux commandes d'un avion d'entraînement Lockheed T-33, trouvant la mort dans l'accident.